# Ivan Pavlov
Ivan Petrovitsj Pavlov (Russisch: Иван Петрович Павлов) (Rjazan, 14 september 1849 - Leningrad, 27 februari 1936) was een Russisch fysioloog. Naar hem is de pavlovreactie genoemd.

## Onderzoek
In 1904 ontving Pavlov de Nobelprijs voor de Fysiologie of Geneeskunde. Hij kreeg de prijs niet voor de zo beroemd geworden onderzoekingen naar de reflexieve conditionering (de pavlovreactie), maar voor zijn onderzoek naar de spijsvertering. Geïnspireerd door de experimenten van William Beaumont op Alexis St. Martin, liet hij honden chirurgisch ombouwen tot meetinstrumenten, zoals het aanbrengen van speekselklier-, maag- en pancreas-fistels of een slokdarmstoma. Door het gat in de slokdarm viel het ingeslikte voedsel weer naar buiten, zodat het maagsap niet verontreinigd werd. Hij publiceerde de resultaten in 1897.

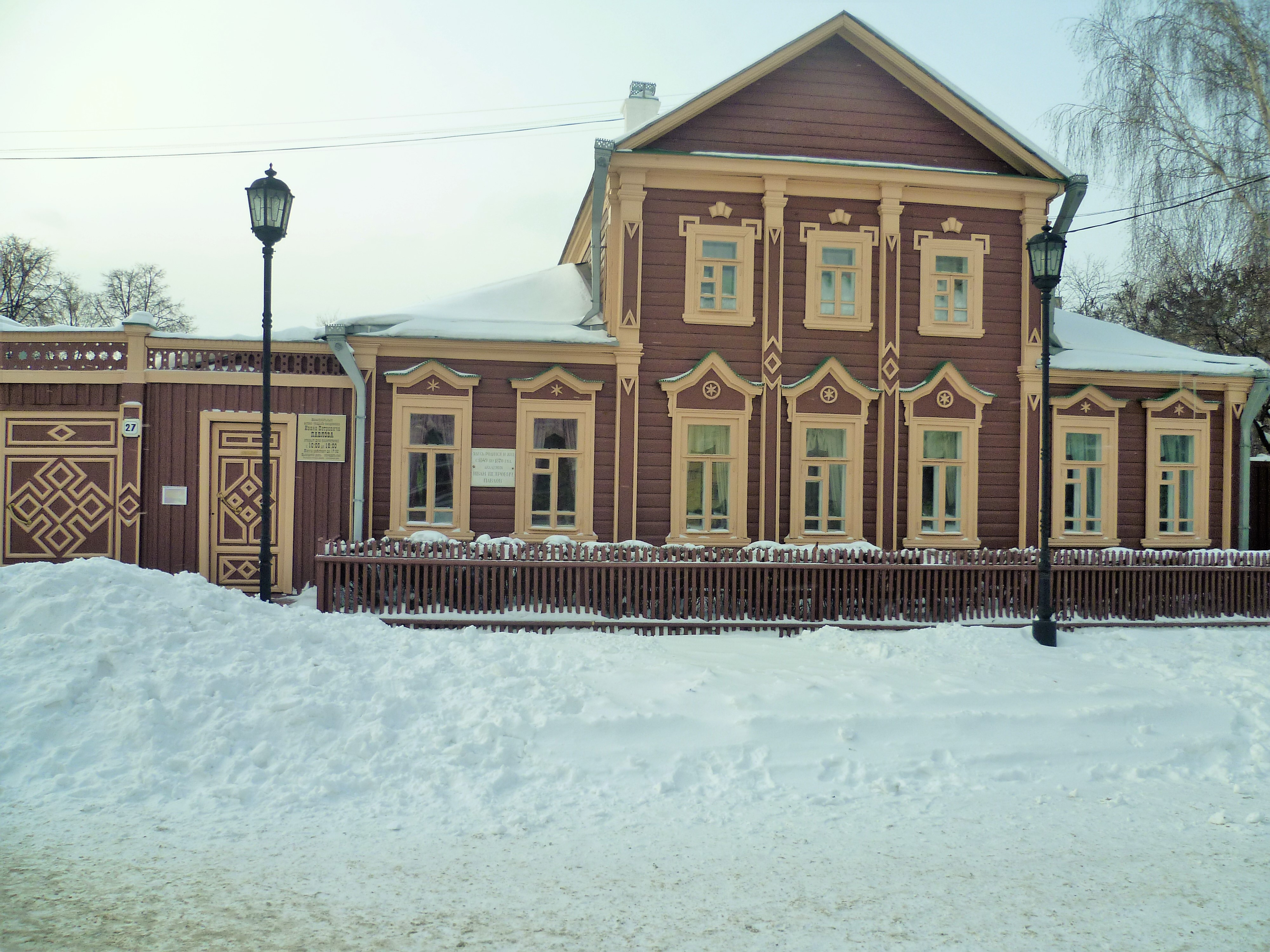
Geboortehuis van Ivan Pavlov in Rjazan.

Als onderdeel van dit onderzoek wilde hij de speekselproductie van honden bij de toediening van verschillende soorten voedsel meten. Hierbij stuitte hij echter op het verschijnsel dat de honden al speeksel gingen produceren nog vóór hij het voedsel had gegeven, en zelfs als hij, zonder voedsel, deed alsof hij ze ging voeren. Pavlov onderzocht dit verschijnsel verder, door bijvoorbeeld 5 seconden voor het voeren een geluid te laten maken. Na een aantal keren bleken de honden inderdaad bij het horen van het geluid al speeksel af te scheiden. Dit heet nu de voorwaardelijke reflex, en het door Pavlov ontdekte verschijnsel heet klassieke conditionering: als een prikkel A (geluid) herhaaldelijk voorafgaat aan prikkel B (het voeren) dat een bepaald gedrag (speekselproductie) oplevert, dan zal op den duur prikkel A reeds dat gedrag opleveren, ook zonder prikkel B. Om het verschijnsel van de voorwaardelijke reflex uitvoeriger te bestuderen voerden Pavlov en zijn studenten veel uitgebreide, systematische experimenten uit. 

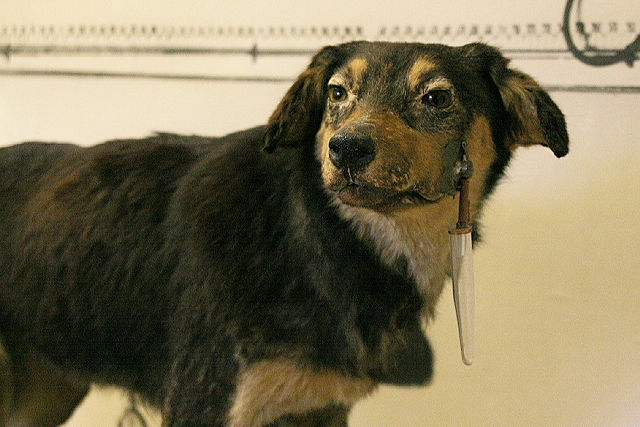
Een van Pavlovs honden (Pavlov Museum, 2005)

Conditionerende processen als deze zouden volgens sommige behavioristische psychologen de basis vormen van alle menselijke en dierlijke leerprocessen. Met deze gedachte stond men midden in de geest van de tijd, waarin uitvloeiselen van het darwinisme en het wetenschappelijk materialisme de vorming van een mechanisch wereldbeeld in navolging van Descartes bevorderden.
Ook Pavlovs Russische collega's Ivan Setsjenov en Vladimir Bechterew waren 'reflexologen'. In feite was Setsjenov de eerste Russische psycholoog die experimenteerde met reflexen, maar Pavlov werd veel bekender dan hij.
In 1915 ontving Pavlov de Copley Medal.

## Hondenstandbeeld

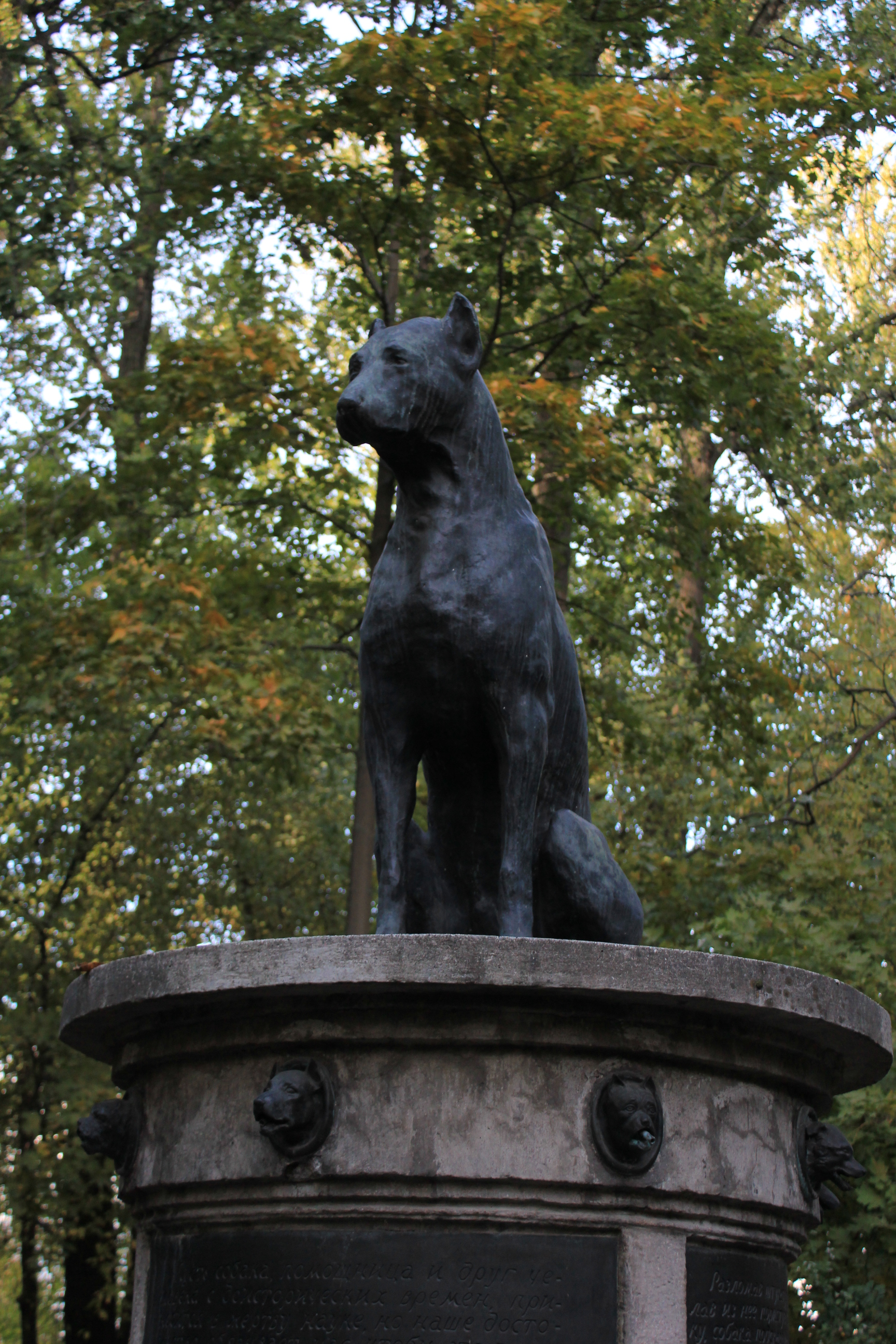
Pavlovs hondenstandbeeld

Tegenover het Instituut voor Experimentele Chirurgie in Sint-Petersburg staat het standbeeld van een hond. Het is door Pavlov zelf ontworpen en bekostigd, ter nagedachtenis aan de honden die geleden hadden voor de wetenschap.

## Kritiek op het communisme
De non-conformistische Pavlov stond zeer kritisch tegenover de communistische machthebbers in zijn land. Onbevreesd verzette hij zich zowel onder Lenin als Stalin in woord en daad tegen praktijken waar hij het niet mee eens was. Na een bezoek aan de Verenigde Staten verklaarde hij openlijk dat het internationale marxisme totaal ongeschikt was om de Russische maatschappij te besturen.

Voor het soort sociaal experiment dat hier wordt uitgevoerd, zou ik nog niet de achterpoten van een kikker ter beschikking stellen.
— Ivan Pavlov, 1923

De Nobelprijslaureaat en vooraanstaande wetenschapper Pavlov was ook een overtuigd Russisch-orthodox christen. In de Sovjet-Unie werden zijn wetenschappelijke verdiensten zeer breed erkend, maar dit aspect van zijn persoonlijkheid werd door de sovjets verzwegen.

## Verder lezen
- Daniel P. Todes (2014), Ivan Pavlov. A Russian Life in Science, 880 blz.

- Bibsys: 90160185
- Biblioteca Nacional de Chile: 000078404
- Biblioteca Nacional de España: XX977138
- Bibliothèque nationale de France: cb12275842k (data)
- CiNii: DA00834905
- Gemeinsame Normdatei: 118592297
- International Standard Name Identifier: 0000 0000 8115 516X
- Library of Congress Control Number: n79091172
- Nationale Bibliotheek van Letland: 000055605
- Bibliotheek van het Japanse parlement: 00452332
- Nationale Bibliotheek van Tsjechië: nlk19990075732
- Nationale bibliotheek van Australië: 35413027
- Nationale Bibliotheek van Israël: 987007266457805171
- Nationale Bibliotheek van Polen: a0000001198896
- Nationale en Universitaire bibliotheek Zagreb: 000311472
- Nederlandse Thesaurus van Auteursnamen: 067794483
- Russische Staatsbibliotheek: 000001801
- Istituto Centrale per il Catalogo Unico: RAVV052452
- LIBRIS: 174446
- SNAC: w6474d39
- Système universitaire de documentation: 031568513
- Trove: 943768
- Virtual International Authority File: 36977716
- WorldCat: E39PBJtX4HfQ4hTKcdfCkmpHG3

1901: Behring · 
1902: Ross · 
1903: Finsen · 
1904: Pavlov · 
1905: Koch · 
1906: Golgi, Ramón y Cajal · 
1907: Laveran · 
1908: Mechnikov, Ehrlich · 
1909: Kocher · 
1910: Kossel · 
1911: Gullstrand · 
1912: Carrel · 
1913: Richet ·
1914: Bárány · 
1919: Bordet · 
1920: Krogh · 
1922: Hill, Meyerhof · 
1923: Banting, Macleod · 
1924: Einthoven ·
1926: Fibiger · 
1927: Wagner-Jauregg · 
1928: Nicolle · 
1929: Eijkman, Hopkins · 
1930: Landsteiner · 
1931: Warburg · 
1932: Sherrington, Adrian · 
1933: Morgan · 
1934: Whipple, Minot, Murphy · 
1935: Spemann · 
1936: Dale, Loewi · 
1937: Szent-Györgyi · 
1938: Heymans · 
1939: Domagk · 
1943: Dam, Doisy · 
1944: Erlanger, Gasser · 
1945: Fleming, Chain, Florey · 
1946: Muller · 
1947: C. Cori, G. Cori, Houssay · 
1948: Müller · 
1949: Hess, Moniz · 
1950: Kendall, Reichstein, Hench · 
1951: Theiler · 
1952: Waksman · 
1953: Krebs,Lipmann ·
1954: Enders, Weller, Robbins · 
1955: Theorell · 
1956: Cournand, Forssmann, Richards · 
1957: Bovet · 
1958: Beadle, Tatum, Lederberg · 
1959: Ochoa, Kornberg · 
1960: Burnet, Medawar · 
1961: Békésy · 
1962: Crick, Watson, Wilkins · 
1963: Eccles, Hodgkin, Huxley · 
1964: Bloch, Lynen · 
1965: Jacob, Lwoff, Monod · 
1966: Rous, Huggins · 
1967: Granit, Hartline, Wald · 
1968: Holley, Khorana, Nirenberg · 
1969: Delbrück, Hershey, Luria · 
1970: Katz, Euler, Axelrod · 
1971: Sutherland · 
1972: Edelman, Porter · 
1973: Frisch, Lorenz, Tinbergen · 
1974: Claude, De Duve, Palade · 
1975: Baltimore, Dulbecco, Temin ·
1976: Blumberg, Gajdusek · 
1977: Guillemin, Schally, Yalow · 
1978: Arber, Nathans, Smith · 
1979: Cormack, Hounsfield · 
1980: Benacerraf, Dausset, Snell · 
1981: Sperry, Hubel, Wiesel · 
1982: Bergström, Samuelsson, Vane · 
1983: McClintock · 
1984: Jerne, Köhler, Milstein · 
1985: Brown, Goldstein · 
1986: Cohen, Levi-Montalcini · 
1987: Tonegawa · 
1988: Black, Elion, Hitchings · 
1989: Bishop, Varmus · 
1990: Murray, Thomas · 
1991: Neher, Sakmann · 
1992: Fischer, Krebs · 
1993: Roberts, Sharp · 
1994: Gilman, Rodbell · 
1995: Lewis, Nüsslein-Volhard, Wieschaus · 
1996: Doherty, Zinkernagel · 
1997: Prusiner · 
1998: Furchgott, Ignarro, Murad · 
1999: Blobel · 
2000: Carlsson, Greengard, Kandel ·
2001: Hartwell, Hunt, Nurse · 
2002: Brenner, Horvitz, Sulston · 
2003: Lauterbur, Mansfield · 
2004: Axel, Buck · 
2005: Marshall, Warren ·
2006: Fire, Mello ·
2007: Capecchi, Smithies, Evans ·
2008: Zur Hausen, Barré–Sinoussi, Montagnier ·
2009: Blackburn, Greider, Szostak ·
2010: Edwards ·
2011: Beutler, Hoffmann, Steinman ·
2012: Gurdon, Yamanaka ·
2013: Rothman, Schekman, Südhof ·
2014: O'Keefe, Moser, Moser ·
2015: Campbell, Omura, Tu ·
2016: Osumi ·
2017: Hall, Rosbash, Young ·
2018: Allison, Honjo ·
2019: Kaelin, Ratcliffe, Semenza ·
2020: Alter, Houghton, Rice ·
2021: Julius, Patapoutian ·
2022: Pääbo ·
2023: Karikó, Weissman ·
2024: Ambros, Ruvkun